# Giovanni Guerrini
Giovanni Guerrini (Terranuova Bracciolini, 25 giugno 1960) è un ex calciatore italiano.

## Carriera

Guerrini (a sinistra) in azione al Como nel 1985, all'inseguimento del veronese Elkjær.

È cresciuto calcisticamente nella Fiorentina con la cui maglia ha esordito in Serie A il 9 dicembre 1979, in Cagliari-Fiorentina, finita con il risultato di 2-1.
Ha disputato sette campionati della massima serie italiana con le maglie dei viola (due stagioni), della Sampdoria (due stagioni) e del Como (tre stagioni), e tre campionati di Serie B, uno con i doriani (nella stagione 1981-1982, ottenendola promozione in Serie A) e due con il Barletta.
Nel 1989 è sceso di categoria, militando, tra le altre, nella Colligiana di Piero Braglia, nel vittorioso Campionato Interregionale nella stagione 1990-1991.
In carriera ha totalizzato complessivamente 118 presenze e 5 reti in Serie A, e 91 presenze e 6 reti in Serie B.
Vanta 6 presenze e 1 gol nella nazionale Under-21, con cui ha esordito a Firenze il 9 aprile 1980 in Unione Sovietica-Italia, finita con il risultato di 0-0.

## Palmarès

### Club
- Torneo di Viareggio: 1

Fiorentina: 1979